# 1856 na política

## Eventos
- Fim do reinado de Damcho Lhundrup, Desi Druk do Reino do Butão reinou desde 1852.
- Fim do reinado de Kunga Palden, Desi Druk do Reino do Butão reinou desde 1852.
- Inicio do reinado de Sherab Tharchin, Desi Druk do Reino do Butão reinou até 1861.
- Crise agrícola nos Açores.

## Nascimentos
| Data      | Nome                    | Profissão                                       | Nacionalidade | Observações | Ref   |
| --------- | ----------------------- | ----------------------------------------------- | ------------- | ----------- | ----- |
| 8 de maio | Pedro Lascuráin Paredes | presidente do México em 18 de fevereiro de 1913 | México        | m. 1952     | [ 1 ] |

## Mortes
| Data | Nome | Profissão | Nacionalidade | Observações | Ref |
| ---- | ---- | --------- | ------------- | ----------- | --- |